# Diagramme de communication

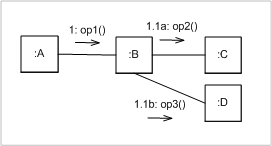
Exemple de diagramme de communication

Un diagramme de communication est un diagramme d'interactions UML 2.0 (appelé diagramme de collaboration en UML 1), représentation simplifiée d'un diagramme de séquence se concentrant sur les échanges de messages entre les objets.
En fait, le diagramme de séquence et le diagramme de communication sont deux vues différentes mais logiquement équivalentes (on peut construire l'une à partir de l'autre) d'une même chronologie, ils sont dits isomorphes.
C'est une combinaison entre le diagramme de classes, celui de séquence et celui des cas d'utilisation.
Il rend compte à la fois de l'organisation des acteurs aux interactions et de la dynamique du système.
C'est un graphe dont les nœuds sont des objets et les arcs (numérotés selon la chronologie) les échanges entre objets.